# 재규격화
물리학에서 재규격화(再規格化, renormalization) 혹은 되맞춤이란 이론에서 생기는 여러 값을 건드림이론에서 고차원적 수정을 고려하기 위해, 이론의 상수를 형식적으로 바꾸는 과정이다.
양자장론이나 통계 물리학 등 자기반복적 구조를 갖는 계에서 필요하다. 특히, 대부분의 양자장론 이론에서는 건드림이론으로 수정한 상수가 발산하기 때문에 재규격화하여 상수를 관찰된 값으로 유한하게 만들 수 있다(완전히 유한한 양자장론도 있지만, 이러한 경우에도 건드림이론을 사용하려면 재규격화가 필요하다).
물리학적으로, 재규격화란 어떤 에너지 스케일을 지나면 물리 이론을 더 이상 적용할 수 없기 때문에, 고에너지에서의 무식을 나타낸다. 재규격화라는 이름은 어떤 크기에서, 물리량의 크기(norm)를 다시(re-)세워준다(normalization)는 뜻이다.
재규격화를 하기 위해서는 여러 가지 방식이 있는데, 무한대를 처리하는 것이 포함된다. 흔히 쓰이는 것으로는 최소뺄셈방식과 수정 최소뺄셈방식, 질량껍질 위 방식(on-shell scheme) 등이 있다.
재규격화는 섭동 이론의 무한대 적분을 이해하기 위해 양자 전기 역학에서 처음 개발되었다. 처음에는 일부 창시자에 의해서도 의심스러운 임시 절차로 간주되었지만 재규격화는 결국 여러 물리학 및 수학 분야에서 규모 물리학의 중요하고 일관된 실제 메커니즘으로 수용되었다. 이후의 회의론에도 불구하고 재규격화를 개척한 사람은 폴 디랙이었다.
오늘날 관점은 바뀌었다. 니콜라이 보골류보프와 케네스 윌슨의 획기적인 재규격화 군 통찰력을 바탕으로 인접한 규모에 걸친 물리량의 변화에 초점을 맞추는 반면, 먼 규모는 "효과적인" 설명을 통해 서로 관련된다. 모든 척도는 광범위하게 체계적인 방식으로 연결되어 있으며, 각각에 적합한 실제 물리학은 각각에 적합한 특정 계산 기술을 통해 추출된다. 윌슨은 시스템의 어떤 변수가 중요하고 어떤 변수가 중복되는지 명확히 했다.
재규격화는 새로운 규모에서 알려지지 않은 새로운 물리학의 존재를 가정하여 무한대를 제어하는 또 다른 기법인 조절과는 다르다.

## 고전물리학의 자기(自己)상호작용

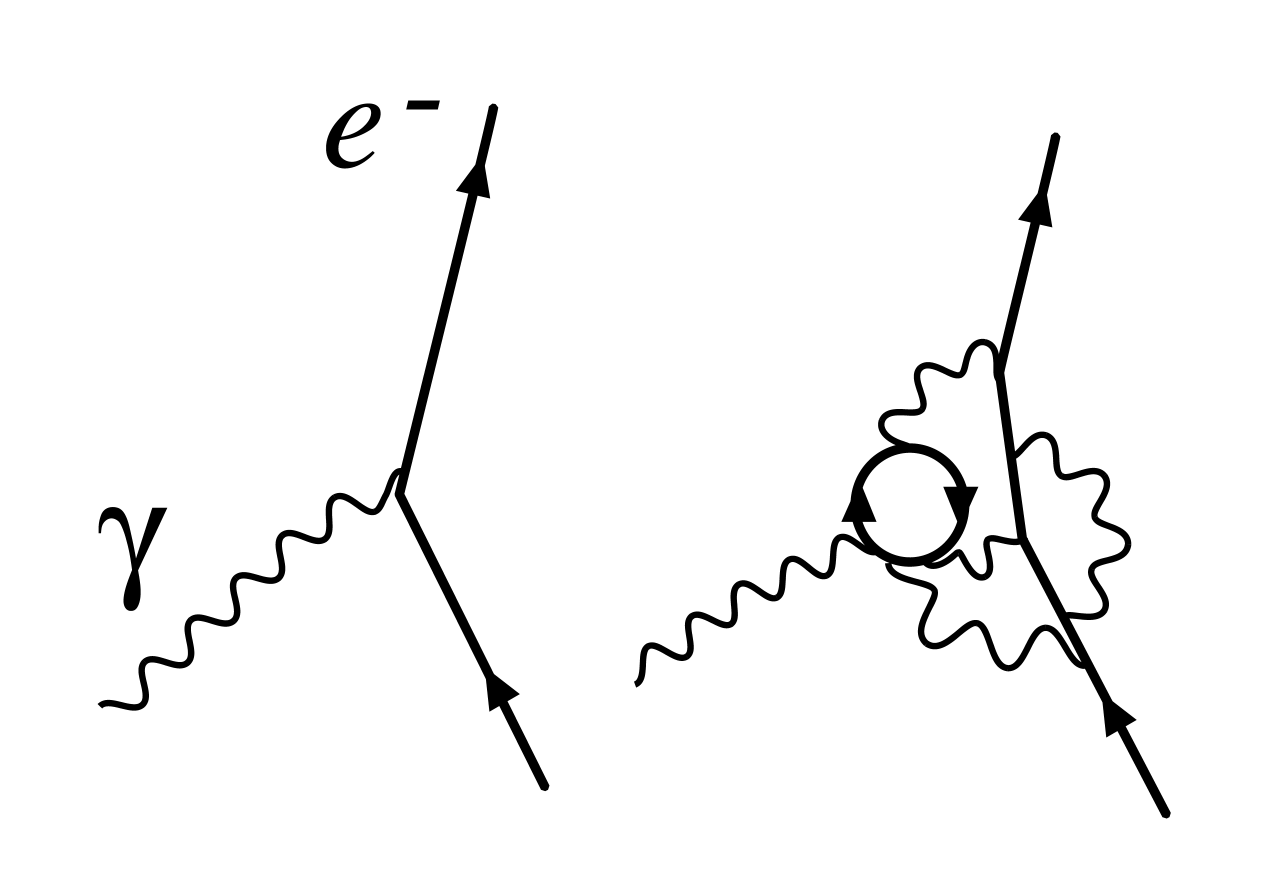
그림 1. 양자 전기역학의 재규격화: 한 재규격화 지점에서 전자의 전하를 결정하는 단순한 전자/광자 상호작용은 다른 지점에서 더 복잡한 상호작용으로 구성되는 것으로 밝혀졌다.

무한대의 문제는 19세기와 20세기 초에 점입자의 고전 전자기학에서 처음으로 발생했다.
하전 입자의 질량에는 정전기장의 질량-에너지가 포함되어야한다. 입자가 반경 {\displaystyle r_{\text{e}}}의 전하를 띤 구형 껍질이라고 가정하자. 이 장의 질량-에너지는
{\displaystyle m_{\text{em}}=\int {\frac {1}{2}}E^{2}\,dV=\int _{r_{\text{e}}}^{\infty }{\frac {1}{2}}\left({\frac {q}{4\pi r^{2}}}\right)^{2}4\pi r^{2}\,dr={\frac {q^{2}}{8\pi r_{\text{e}}}}}
는 {\displaystyle r_{\text{e}}\rightarrow 0}일 때 무한대가 된다. 이는 점 입자가 무한대 관성을 가지므로 가속될 수 없음을 의미한다. 덧붙여서, {\displaystyle m_{\text{em}}}을 전자 질량과 동일하게 만드는 {\displaystyle r_{\text{e}}}의 값
{\displaystyle r_{\text{e}}={\frac {e^{2}}{4\pi \varepsilon _{0}m_{\text{e}}c^{2}}}=\alpha {\frac {\hbar }{m_{\text{e}}c}}\approx 2.8\times 10^{-15}~{\text{m}},}
은 고전 전자 반지름이라고 한다.({\displaystyle q=e}로 놓고 인자 c와 {\displaystyle \varepsilon _{0}}를 복원) 여기서 {\displaystyle \alpha \approx 1/137}는 미세 구조 상수이고, {\displaystyle \hbar /(m_{\text{e}}c)}는 전자의 축약된 콤프턴 파장이다.
재규격화: 구형 하전 입자의 총 유효 질량에는 구형 껍질의 실제 질량이 포함된다(전기장과 관련하여 위에서 언급한 질량에 추가). 껍질의 순수 질량이 음수로 허용되면 일관된 점 제한을 취하는 것이 가능할 수 있다. 이를 재규격화라고 한다. 로렌츠와 아브라함은 이런 방식으로 고전적인 전자 이론을 발전시키려고 시도했다. 이 초기 연구는 양자장론의 조절 및 재규격화에 대한 이후 시도에 영감을 주었다.
(조절(물리학)도 참조) 새로운 물리학이 작은 규모로 존재한다고 가정하여 이 고전적인 문제에서 무한대를 제거하는 대안적인 방법이다.)
하전 입자의 전자기 상호 작용을 계산할 때 입자 자체 장의 역반응을 무시하고 싶은 유혹이 있다. (회로 분석의 역기전력 과 유사하다.) 그러나 이 역반응은 전하 입자가 방사선을 방출할 때 마찰을 설명하는 데 필요하다. 전자가 점이라고 가정하면 역반응의 값은 질량이 발산하는 것과 같은 이유로 발산한다. 왜냐하면 장이 역제곱 법칙을 따르기 때문이다.
아브라함-로런츠 이론은 인과적이지 않은 "사전 가속"을 가지고 있었다. 때로는 힘이 가해지기 전에 전자가 움직이기 시작한다. 이는 점 극한이 일관성이 없다는 신호이다.
문제는 양자장론보다 고전장론에서 더 심했다. 왜냐하면 양자장론에서 하전 입자는 가상 입자-반입자 쌍의 간섭으로 인해 치터베베궁을 경험하여 콤프턴 파장에 필적하는 영역에서 전하를 효과적으로 번지기 때문이다. 작은 결합의 양자 전기역학에서 전자기 질량은 입자 반경의 로그로만 발산된다.

## 양자 전기역학에서 발산

(a) 진공 분극, 일명 전하 스크리닝. 이 루프에는 로그 자외선 발산이 있다.

(b) 양자전기역학의 자체 에너지 다이어그램

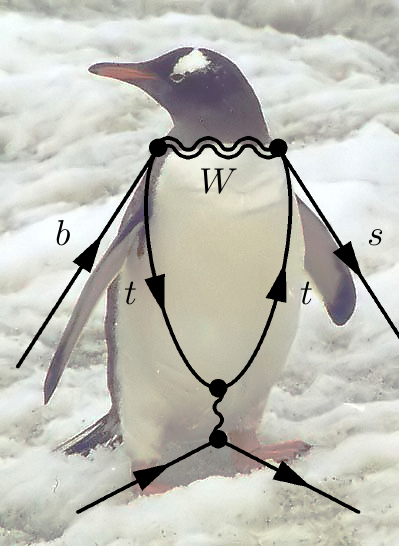
(c) “펭귄” 다이어그램의 예

1930년대에 양자 전기역학을 개발할 때 막스 보른, 베르너 하이젠베르크, 파스쿠알 요르단 및 폴 디랙은 섭동 보정에서 많은 적분들이 발산한다는 것을 발견했다.
섭동 이론 수정의 발산을 설명하는 한 가지 방법은 헨드릭 안토니 크라머르스, 한스 베테, 줄리언 슈윙거, 리처드 파인만에 의해 1947~49년에 발견되었다. 및 도모나가 신이치로, 1949년 프리먼 다이슨에 의해 체계화되었다. 발산은 가상 입자의 닫힌 루프가 포함된 파인만 다이어그램과 관련된 복사 보정에서 나타난다.
가상 입자는 에너지와 운동량 보존을 따르지만, 입자의 관측된 질량에 대한 상대론적 에너지-운동량 관계에서 허용되지 않는 에너지와 운동량이라도 가질 수 있다(즉, {\displaystyle E^{2}-p^{2}}이 반드시 해당 과정에서 입자의 질량을 제곱한 것은 아니다. 예를 들어 광자의 경우 0이 아닐 수 있다. 이러한 입자를 오프쉘이라고한다. 루프가 있을 때 루프에 포함된 입자의 운동량은 들어오고 나가는 입자의 에너지와 운동량에 의해 고유하게 결정되지 않는다. 루프에 있는 한 입자의 에너지 변화는 들어오고 나가는 입자에 영향을 주지 않고 루프에 있는 다른 입자의 에너지에 있는 동일하고 반대되는 변화로 균형을 이룰 수 있다. 따라서 다양한 변형이 가능한다. 따라서 루프 과정의 진폭을 찾으려면 루프 주위를 이동할 수 있는 에너지와 운동량의 가능한 모든 조합을 적분해야한다.
이러한 적분은 종종 발산한다. 즉, 무한대인 답을 제공한다. 중요한 차이점은 " 자외 "(UV)이다. 자외 발산은 다음과 같이 설명될 수 있다.
- 루프의 모든 입자가 큰 에너지와 운동량을 갖는 적분 영역,
- 장에 대한 전체 경로에서 장의 아주 짧은 파장과 고주파수 변동,
- 루프가 입자 경로에 대한 합으로 간주되는 경우 입자 방출과 흡수 사이의 고유 시간이 아주 짧다.

따라서 이러한 발산은 단거리, 단시간 현상이다.
오른쪽 여백의 그림에 표시된 대로 양자 전기 역학에는 정확히 3개의 단일 루프 발산 루프 다이어그램이 있다.
(a) 광자는 가상의 전자- 양전자 쌍을 생성한 다음 소멸된다. 이것은 진공 분극 다이어그램이다.
(b) 전자는 자기 에너지라고 불리는 가상 광자를 빠르게 방출하고 재흡수한다.
(c) 전자는 광자를 방출하고, 두 번째 광자를 방출하고, 첫 번째 광자를 재흡수한다. 이 과정는 그림의 아래 섹션에 나와 있다. 2, 이를 정점 재규격화 라고한다. 이에 대한 파인만 다이어그램은 그 모양이 어쩐지 펭귄과 닮았다고 해서 “ 펭귄 다이어그램 ”이라고도 불린다.
세 가지 발산은 고려 중인 이론의 세 가지 매개변수에 해당한다.
1. 장 규격화 Z.
2. 전자의 질량.
3. 전자의 전하.

적외 발산이라고 하는 두 번째 발산 클래스는 광자와 같은 질량이 없는 입자로 인해 발생한다. 하전 입자를 포함하는 모든 과정은 무한 파장의 결맞는 광자를 무한히 방출하며, 유한한 수의 광자를 방출하는 진폭은 0이다. 광자의 경우 이러한 차이가 잘 알려져 있다. 예를 들어, 1-루프 순서에서 꼭지점 함수에는 자외 및 적외 발산이 모두 있다. 자외 발산과 달리 적외 발산은 관련된 이론에서 매개변수의 재규격화가 필요하지 않다. 꼭지점 다이어그램의 적외 발산은 꼭지점 다이어그램과 유사한 다이어그램을 포함하여 제거되며 다음과 같은 중요한 차이점이 있다. 전자의 두 다리를 연결하는 광자는 절단되고 파장이 변하는 두 개의 껍질 위 (즉, 실제) 광자로 대체된다. 무한대; 이 다이어그램은 제동 복사 과정과 동일하다. 꼭지점 다이어그램에서와 같이 루프를 통해 흐르는 제로 에너지 광자와 제동 복사를 통해 방출되는 제로 에너지 광자를 구별할 수 있는 물리적 방법이 없기 때문에 이 추가 다이어그램이 포함되어야한다. 수학적 관점에서 적외 발산은 매개변수에 대한 분수 미분을 가정하여 규격화할 수 있다. 예를 들면 다음과 같다.
{\displaystyle \left(p^{2}-a^{2}\right)^{\frac {1}{2}}}
{\displaystyle p=a}에서 잘 정의되어 있지만 자외 발산성이다. 우리가 취하면 {\displaystyle -a^{2}}에 대한 3⁄2-차 분수 도함수를 사용 하여 IR 발산을 얻다.
{\displaystyle {\frac {1}{p^{2}-a^{2}}},}
적외선 발산을 자외선 발산으로 변환하여 이를 고칠 수 있다.

### 루프 발산

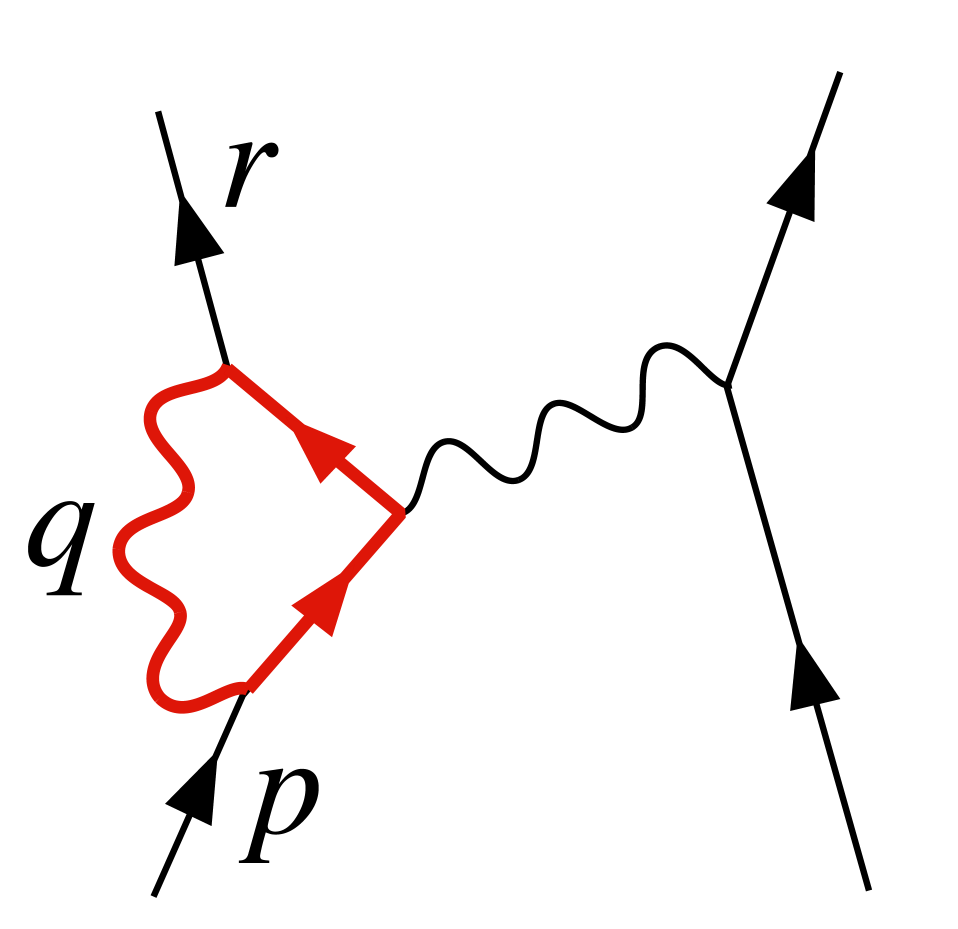
그림 2. 양자전기역학에서 전자-전자 산란에 기여하는 다이어그램. 루프에는 자외선 발산이 있다.

그림 2의 다이어그램은 양자 전기 역학에서 전자-전자 산란에 대한 여러 단일 루프 기여 중 하나를 보여준다. 실선으로 표시된 다이어그램의 왼쪽에 있는 전자는 4-운동량 {\displaystyle p^{\mu }}에서 시작하여 4-운동량 {\displaystyle r^{\mu }}로 끝난다. 이는 {\displaystyle r^{\mu }-p^{\mu }}를 운반하는 가상 광자를 방출하여 에너지와 운동량을 다른 전자로 전달한다. 하지만 이 다이어그램에서는 그 일이 일어나기 전에 4-운동량 {\displaystyle q^{\mu }}를 운반하는 또 다른 가상 광자를 방출하고, 다른 가상 광자를 방출한 후 이를 재흡수한다. 에너지와 운동량 보존은 4-운동량 {\displaystyle q^{\mu }}를 유일하게 결정하지 않아서 모든 가능성이 동일하게 기여하므로 적분해야한다.
이 다이어그램의 진폭은 무엇보다도 루프의 요소로 끝난다.
{\displaystyle -ie^{3}\int {\frac {d^{4}q}{(2\pi )^{4}}}\gamma ^{\mu }{\frac {i(\gamma ^{\alpha }(r-q)_{\alpha }+m)}{(r-q)^{2}-m^{2}+i\epsilon }}\gamma ^{\rho }{\frac {i(\gamma ^{\beta }(p-q)_{\beta }+m)}{(p-q)^{2}-m^{2}+i\epsilon }}\gamma ^{\nu }{\frac {-ig_{\mu \nu }}{q^{2}+i\epsilon }}.}
이 표현식의 다양한 γμ 인자는 디랙 방정식의 공변 공식화에서와 같이 감마 행렬이다. 그것들은 전자의 스핀과 관련이 있다. e의 인자는 전기적 결합 상수이고, {\displaystyle i\epsilon }는 모멘텀 공간에서 극 주위의 통합 윤곽에 대한 경험적 정의를 제공한다. 우리의 목적에 있어 중요한 부분은 피적분함수의 세 가지 큰 인자의 {\displaystyle q^{\mu }} 에 대한 의존성인데, 이는 루프의 두 전자 선과 광자 선의 전파자로부터 발생한다.
이것은 {\displaystyle q^{\mu }}의 큰 값을 지배하는 {\displaystyle q^{\mu }}의 두 거듭제곱이 위에 있는 조각을 가지고 있다(Pokorski 1987, p. 122):
{\displaystyle e^{3}\gamma ^{\mu }\gamma ^{\alpha }\gamma ^{\rho }\gamma ^{\beta }\gamma _{\mu }\int {\frac {d^{4}q}{(2\pi )^{4}}}{\frac {q_{\alpha }q_{\beta }}{(r-q)^{2}(p-q)^{2}q^{2}}}.}
이 적분은 유한한 에너지와 운동량에서 어떤 식으로든 잘라내지 않는 한 발산적이고 무한하다.
다른 양자장론에서도 유사한 루프 발산이 발생한다.

## 재규격화 및 단순량
해결책은 전자의 전하 와 질량 뿐만 아니라 양자장 자체의 규격화와 같은 것을 나타내는 이론 공식(예: 라그랑지언 공식)에 처음 나타나는 양이 실제로 일치 하지 않는다는 것을 깨닫는 것이었다. 실험실에서 측정된 물리적 상수에 대한 것이다. 쓰여진 대로, 그것은 물리적 상수 자체 에 대한 가상 입자 루프 효과의 기여를 고려하지 않은 단순한 수량이었다. 무엇보다도 이러한 효과에는 전자기학의 고전 이론가들을 매우 괴롭혔던 전자기 역반응의 양자 대응물이 포함된다. 일반적으로 이러한 효과는 처음에 고려 중인 진폭만큼 다양한다. 따라서 유한한 측정량은 일반적으로 발산하는 순수량을 의미한다.
현실과 접촉하려면 측정 가능하고 재규격화된 양의 관점에서 공식을 다시 작성해야한다. 예를 들어 전자의 전하는 특정 운동학적 재규격화 점 또는 감산 점 (일반적으로 재규격화 규모 또는 간단히 에너지 규모라고 불리는 특징적인 에너지를 가짐)에서 측정된 양으로 정의된다. 순수 수량의 나머지 부분을 포함하여 남은 라그랑지안 부분은 다른 다이어그램의 골치 아픈 발산을 정확하게 상쇄하는 발산 다이어그램과 관련된 반대항으로 재해석될 수 있다.

### 양자 전기 역학의 재규격화

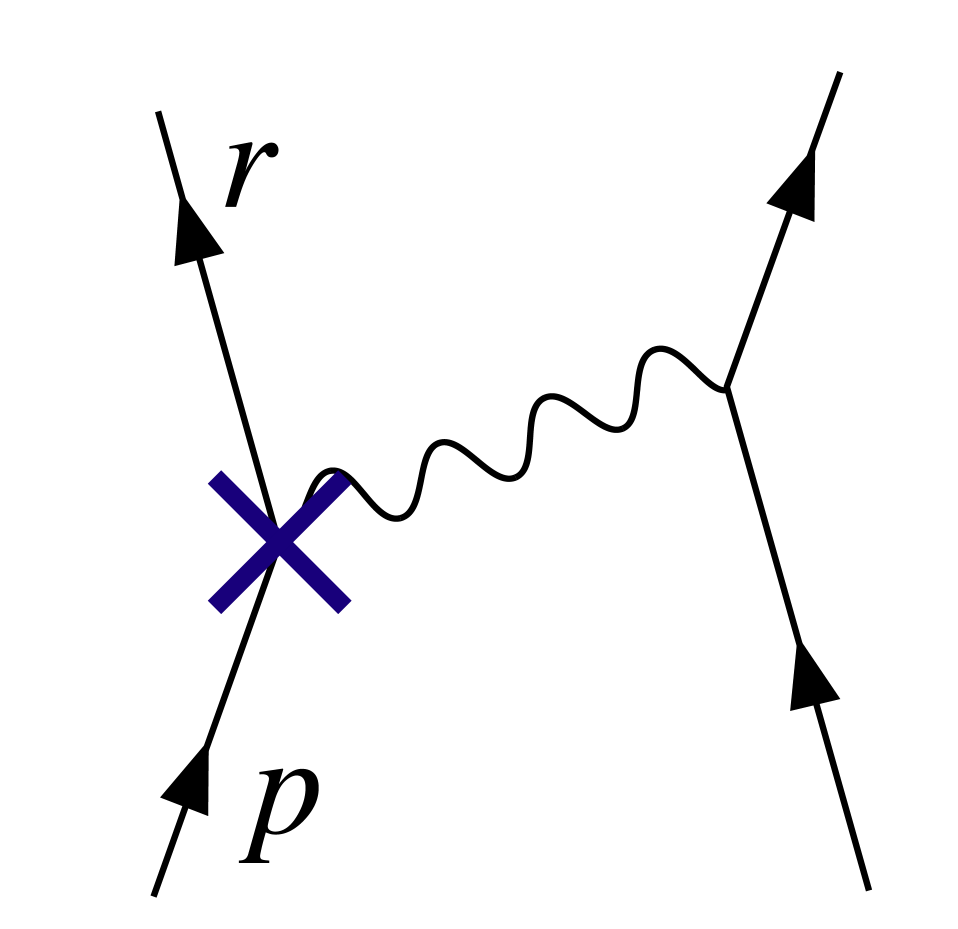
그림 3. 반대항에 해당하는 정점은 그림 2의 발산을 취소한다.

예를 들어, 양자 전기 역학의 라그랑지안에서
{\displaystyle {\mathcal {L}}={\bar {\psi }}_{B}\left[i\gamma _{\mu }\left(\partial ^{\mu }+ie_{B}A_{B}^{\mu }\right)-m_{B}\right]\psi _{B}-{\frac {1}{4}}F_{B\mu \nu }F_{B}^{\mu \nu }}
장와 결합 상수는 실제로 단순한 양이므로 위의 첨자 B이다. 일반적으로 해당 라그랑지 항이 재규격화된 항의 배수가 되도록 단순 수량을 작성한다.
{\displaystyle \left({\bar {\psi }}m\psi \right)_{B}=Z_{0}{\bar {\psi }}m\psi }
{\displaystyle \left({\bar {\psi }}\left(\partial ^{\mu }+ieA^{\mu }\right)\psi \right)_{B}=Z_{1}{\bar {\psi }}\left(\partial ^{\mu }+ieA^{\mu }\right)\psi }
{\displaystyle \left(F_{\mu \nu }F^{\mu \nu }\right)_{B}=Z_{3}\,F_{\mu \nu }F^{\mu \nu }.}
워드-다카하시 항등식을 통한 게이지 불변성은 공변 미분 부분의 두 항을 재규격화할 수 있음을 의미하는 것으로 나타났다.
{\displaystyle {\bar {\psi }}(\partial +ieA)\psi }
(Pokorski 1987, p. 115) 이는 Z2에 일어난 일이다. 이는 Z1과 동일하다.
예를 들어 그림 1에 표시된 전자-광자 상호 작용과 같은 라그랑지안 용어는 다음과 같이 작성될 수 있다.
{\displaystyle {\mathcal {L}}_{I}=-e{\bar {\psi }}\gamma _{\mu }A^{\mu }\psi -(Z_{1}-1)e{\bar {\psi }}\gamma _{\mu }A^{\mu }\psi }
전자의 전하인 물리 상수 e는 특정 실험의 관점에서 정의될 수 있다. 우리는 재규격화 규모를 이 실험의 에너지 특성과 동일하게 설정하고 첫 번째 항은 실험실에서 볼 수 있는 상호 작용을 제공한다(최대 작은, 루프 다이어그램의 유한 수정으로 자기 모멘트에 대한 고차 수정과 같은 이국적 기능을 제공한다. 나머지는 반대말이다. 이론이 양자 전기 역학에서와 같이 재규격화 가능 하다면(자세한 내용은 아래 참조), 루프 다이어그램의 분기된 부분은 모두 3개 이하의 다리가 있는 조각으로 분해될 수 있으며, 대수 형식은 두 번째 다리로 상쇄될 수 있다. 용어(또는 Z0 및 Z3에서 나오는 유사한 반대 용어).
그림 3과 같이 배치된 Z1 역항의 상호작용 정점이 있는 다이어그램은 그림 2의 루프로부터의 발산을 상쇄한다.
역사적으로 "기본 용어"를 원래 용어와 반대 용어로 분리하는 것은 케네스 윌슨으로 인한 재규격화 군 통찰력 이전에 이루어졌다. 다음 절에서 자세히 설명하는 이러한 재규격화 군 통찰에 따르면, 문제의 모든 규모가 연속적이고 체계적인 방식으로 들어가기 때문에 이러한 분할은 부자연스럽고 실제로 비물리적이다.

### 주행 결합
주어진 계산에 대한 루프 다이어그램의 기여를 최소화하고 결과를 더 쉽게 추출하려면 상호 작용에서 교환되는 에너지 및 운동량에 가까운 재규격화 지점을 선택한다. 그러나 재규격화 지점 자체는 물리량이 아니다. 모든 차수에 대해 계산된 이론의 물리적 예측은 원칙적으로 이론 적용 영역 내에 있는 한 재규격화 지점 선택과 독립적이어야한다. 재규격화 규모의 변화는 루프가 없는 파인만 다이어그램에서 나오는 결과의 양과 루프 다이어그램의 나머지 유한 부분에서 나오는 결과의 양에만 영향을 미친다. 이 사실을 활용하여 규모 변화에 따른 물리적 상수의 효과적인 변화를 계산할 수 있다. 이 변형은 베타 함수로 인코딩되며 이러한 종류의 규모 의존성에 대한 일반 이론은 재규격화 군으로 알려져 있다.
구어체로, 입자 물리학자들은 특정 물리적 "상수"가 상호 작용 에너지에 따라 변하는 것으로 종종 말하지만 실제로는 독립적인 양인 재규격화 척도이다. 그러나 이 주행은 상호 작용과 관련된 에너지의 변화에 따른 장론의 작용 변화를 설명하는 편리한 수단을 제공한다. 예를 들어, 양자 색역학의 결합은 큰 에너지 규모에서 작아지기 때문에 상호작용에서 교환되는 에너지가 커짐에 따라 이론은 자유 이론처럼 행동한다. 이는 점근적 자유라고 알려진 현상이다. 증가하는 에너지 규모를 선택하고 재규격화 군을 사용하면 이는 간단한 파인만 다이어그램에서 명확해진다. 이것이 수행되지 않으면 예측은 동일하지만 복잡한 고차 취소로 인해 발생한다.
예를 들어,
{\displaystyle I=\int _{0}^{a}{\frac {1}{z}}\,dz-\int _{0}^{b}{\frac {1}{z}}\,dz=\ln a-\ln b-\ln 0+\ln 0}
는 잘못 정의되었다.
발산을 제거하려면 적분의 하한을 εa 및 εb 로 간단히 변경하라.
{\displaystyle I=\ln a-\ln b-\ln {\varepsilon _{a}}+\ln {\varepsilon _{b}}=\ln {\tfrac {a}{b}}-\ln {\tfrac {\varepsilon _{a}}{\varepsilon _{b}}}}
이제 {\displaystyle \epsilon _{b}/\epsilon _{a}\rightarrow 1}를 취하면 {\displaystyle I=\ln {\frac {a}{b}}}이다.

## 조절
양 ∞ − ∞이 불분명하기 때문에 발산 제거 개념을 정확하게 만들기 위해서는 먼저 발산을 조절 (Weinbe재규격화 군, 1995)라고 알려진 과정에서 극한 이론을 사용하여 수학적으로 다루어야한다.
루프 피적분함수 또는 조절자를 본질적으로 임의적으로 수정하면 적분이 수렴되는 방식으로 높은 에너지와 운동량에서 더 빠르게 감소할 수 있다. 조절자에는 컷오프라고 하는 특징적인 에너지 규모가 있다. 이 컷오프를 무한대로(또는 해당 길이/시간 척도를 0으로) 취하면 원래 적분이 복구된다.
조절자가 제 위치에 있고 컷오프에 대한 유한 값이 있으면 적분의 발산 항은 유한하지만 컷오프 종속 항으로 변한다. 컷오프 종속 반항의 기여로 이러한 항을 취소한 후 컷오프는 무한대로 이동하고 유한 물리적 결과가 복구된다. 우리가 측정할 수 있는 규모의 물리학이 최단 거리 및 시간 규모에서 발생하는 일과 독립적이라면 계산에 대해 컷오프 독립적인 결과를 얻는 것이 가능해야한다.
양자장론 계산에는 다양한 유형의 조절자가 사용되며 각각 장점과 단점이 있다. 현대에서 가장 널리 사용되는 것 중 하나는 헤라르뒤스 엇호프트와 마르티뉘스 펠트만이 발명한 차원 규격화이다. 이는 적분을 가상의 분수 차원이 있는 공간으로 전달하여 적분을 다룬다. 또 다른 하나는 파울리-빌라르 조절로, 아주 큰 질량을 가진 이론에 가상 입자를 추가하여 거대한 입자와 관련된 루프 피적분자가 큰 운동량에서 기존 루프를 상쇄한다.
또 다른 조절 방식은 케네르 윌슨이 도입한 격자 조절로, 초입방체 격자가 고정된 격자 크기로 시공간을 구성한다고 가정한다. 이 크기는 격자에서 전파될 때 입자가 가질 수 있는 최대 운동량에 대한 자연스러운 차단이다. 그리고 격자 크기가 서로 다른 여러 격자에 대해 계산을 수행한 후 물리적 결과는 격자 크기 0 또는 자연 우주로 추정된다. 이는 규모 극한이 존재함을 전제로한다.
재규격화 이론에 대한 엄격한 수학적 접근 방식은 소위 인과 섭동 이론이다. 여기서는 해석학의 분포 이론의 틀 내에서만 잘 정의된 수학적 연산을 수행하여 계산 시작부터 자외선 발산을 방지한다. 이 접근 방식에서는 발산이 모호함으로 대체된다. 발산 다이어그램에 대응하는 용어는 이제 유한하지만 결정되지 않은 계수를 갖는 용어이다. 그런 다음 모호성을 줄이거나 제거하기 위해 게이지 대칭과 같은 다른 원칙을 사용해야한다.

## 태도와 해석
양자전기역학 및 기타 양자장론을 초기에 공식화했던 학자들은 일반적으로 이러한 상황에 만족하지 않았다. 유한한 답을 얻기 위해 무한대에서 무한대를 빼는 것과 같은 일을 하는 것은 불법적인 것처럼 보였다.
프리먼 다이슨은 이러한 무한성은 근본적인 성격을 가지며 재규격화와 같은 형식적인 수학적 절차로는 제거될 수 없다고 주장했다.
디랙의 비판이 가장 끈질겼다. 1975년 말에 그는 이렇게 말했다.
대부분의 물리학자들은 이 상황에 아주 만족하고 있다. 그들은 '양자전기역학은 좋은 이론이고 우리는 더 이상 그것에 대해 걱정할 필요가 없다'고 말한다. 나는 이 소위 '좋은 이론'이 방정식에 나타나는 무한대를 무시하고 임의적인 방식으로 무시하는 것을 포함하기 때문에 상황에 매우 불만족스럽다고 말해야 한다. 이것은 합리적인 수학이 아니다. 합리적인 수학에는 양이 작을 때 무시하는 것이 포함된다. 단지 양이 무한히 크고 원하지 않는다는 이유만으로 무시하는 것이 아니다!
또 다른 중요한 비평가는 파인만이다. 양자 전기 역학의 발전에 있어서 그의 중요한 역할에도 불구하고 그는 1985년에 다음과 같은 글을 썼다.
n과 j를 찾기 위해 우리가 하는 쉘 게임을 기술적으로 '재규격화'라고한다. 그러나 그 단어가 아무리 영리하더라도 나는 여전히 디피 과정(dippy process)라고 부르고 싶다! 그러한 속임수에 의존해야 했기 때문에 양자 전기 역학 이론이 수학적으로 일관성이 있다는 것을 증명할 수 없었다. 이론이 지금까지 어떤 식으로든 자기 일관성이 입증되지 않았다는 것은 놀라운 일이다. 나는 재규격화가 수학적으로 타당하지 않다고 생각한다.
파인만은 1960년대에 알려진 모든 장론이 충분히 짧은 거리 규모에서 상호 작용이 무한히 강해지는 특성을 가지고 있다는 점을 우려했다. 란다우 극이라고 불리는 이 속성은 양자장론이 모두 일관성이 없다는 것을 그럴듯하게 만들었다. 1974년에 데이비드 그로스, 데이비드 폴리처 및 프랭크 윌첵은 또 다른 양자 장론인 양자 색역학이 란다우 극을 갖지 않음을 보여주었다. 파인만은 대부분의 다른 사람들과 마찬가지로 양자색역학이 완전히 일관된 이론이라는 것을 받아들였다.
일반적인 불안은 1970년대와 1980년대까지의 텍스트에서 거의 보편적이었다. 그러나 1970년대부터 재규격화 군과 유효 장론에 대한 연구에 영감을 받아 디랙과 다른 사람들(모두 기성세대에 속함)이 결코 비판을 철회하지 않았다는 사실에도 불구하고 태도가 바뀌기 시작했다. 젊은 이론가. 케네스 G. 윌슨과 다른 이들은 재규격화 군이 응집 물질 물리학에 적용되는 통계적 장론에 유용하며 상전이 동작에 대한 중요한 통찰력을 제공한다는 것을 입증했다. 응집 물질 물리학에서는 물리적 단거리 조절 장치가 존재한다. 즉, 물질은 원자 규모에서 연속적이지 않다. 응집 물질 물리학의 단거리 발산은 철학적 문제를 제기하지 않다. 왜냐하면 장론은 어쨌든 물질의 거동을 효과적이고 매끄럽게 표현한 것에 불과하기 때문이다. 컷오프는 항상 유한하기 때문에 무한대는 없으며, 순수 수량은 컷오프에 종속된다는 것이 완벽하게 이해된다.
양자장론이 플랑크 길이를 넘어 계속 유지된다면( 끈 이론, 인과 집합 이론 또는 다른 것으로 이어질 수 있음) 입자 물리학의 단거리 발산에도 실제 문제가 없을 수 있다. 모든 장론은 단순히 유효장론이 될 수 있다. 어떤 의미에서 이 접근 방식은 양자장론의 차이가 자연의 작용에 대한 인간의 무지에 대해 말하고 있지만 이러한 무지가 정량화될 수 있고 그에 따른 효과적인 이론이 여전히 유용하다는 것을 인정한다는 오래된 태도를 반영한다.
그렇더라도 1972년 살람의 발언은 여전히 관련성이 있는 것 같다.
장론의 무한대(로렌츠의 전자 자체 질량 계산에서 처음 접함)는 고전 전기 역학에서는 70년 동안, 양자 전기 역학에서는 약 35년 동안 지속되었다. 이러한 오랜 세월의 좌절은 주제에 무한에 대한 호기심과 그것이 자연의 피할 수 없는 부분이라는 열정적인 믿음을 남겼다. 그래서 결국 우회될 수 있다는 희망과 계산된 재규격화 상수에 대한 유한한 값이 비합리적인 것으로 간주된다.
러셀의 자서전 The Final Years, 1944–1969 (George Allen and Unwin, Ltd., London 1969), p. 221:과 비교해보라.
현대 사회에서 공동체가 불행한 이유는 행복이나 심지어 생명보다 더 소중한 무지, 습관, 신념, 열정을 갖고 있기 때문인 경우가 많다. 나는 위험한 시대에 비참함과 죽음을 사랑하고 희망이 제시될 때 화를 내는 사람들을 많이 본다. 그들은 희망은 비합리적이라고 생각하며 게으른 절망에 빠져 현실을 마주할 뿐이라고 생각한다.
양자장론에서 물리 상수의 값은 일반적으로 재규격화 지점으로 선택한 규모에 따라 달라지며, 에너지 규모의 변화에 따라 물리 상수가 실행되는 재규격화 군을 조사하는 것은 매우 흥미로울 수 있다. 입자 물리학 표준 모델의 결합 상수는 에너지 규모가 증가함에 따라 다양한 방식으로 달라진다. 즉, 양자 색역학의 결합과 전기약력의 약한 아이소스핀 결합은 감소하는 경향이 있고, 전기약력의 약한 과전하 결합은 증가하는 경향이 있다. 1015 GeV (현재 입자 가속기의 범위를 훨씬 넘어서는)의 거대한 에너지 규모에서는 모두 거의 동일한 크기가 된다(Grotz and Klapdor 1990, p. 254) 대통일 이론에 대한 추측의 주요 동기가 된다. 단지 걱정스러운 문제가 아니라, 재규격화는 다양한 체제에서 장론의 행동을 연구하기 위한 중요한 이론적 도구가 되었다.
재규격화를 특징으로 하는 이론(예: 양자전기역학)이 효과적인 장론, 즉 자연의 작용에 대한 인간의 무지를 반영하는 근사치로만 합리적으로 해석될 수 있다면, 이러한 재규격화 문제가 없는 보다 정확한 이론을 발견하는 문제가 남다. . 루이스 라이더가 말했듯이, "양자 이론에서 이러한 [고전적] 차이는 사라지지 않는다. 오히려 더욱 악화되는 것처럼 보인다. 그리고 재규격화 이론이 비교적 성공했음에도 불구하고, 더 만족스러운 일을 하는 방법."

## 재규격화 가능성
이러한 철학적 재평가에서 자연스럽게 새로운 개념, 즉 재규격화 가능성이라는 개념이 탄생했다. 모든 이론이 위에서 설명한 방식으로 재규격화에 적합한 것은 아니다. 즉, 역항의 공급이 유한하고 모든 양이 계산이 끝날 때 컷오프 독립적이 된다. 라그랑지안이 에너지 단위로 충분히 높은 차원의 장 연산자 조합을 포함하는 경우 모든 발산을 취소하는 데 필요한 반대항은 무한한 수로 증가하며 언뜻보기에 이론은 무한한 수의 자유 매개변수를 획득하여 모든 것을 잃는 것처럼 보인다. 예측력이 과학적으로 쓸모 없게 된다. 이러한 이론을 재규격화 불가능 이론이라고한다.
입자 물리학의 표준 모델에는 재규격화 가능한 연산자만 포함되어 있지만, 가장 간단한 방식으로 양자 중력의 장론을 구성하려고 시도하면 일반 상대성 이론의 상호 작용은 재규격화할 수 없는 연산자가 된다( 아인슈타인-힐베르트 라그랑주 계량을 섭동으로 취급). 민코프스키 계량 ), 이는 섭동 이론이 양자 중력에 적용하기에 만족스럽지 않음을 시사한다.
그러나 유효장론에서 "재규격화 가능성"은 엄밀히 말하면 잘못된 명칭이다. 재규격화할 수 없는 유효 장론에서 라그랑지안의 항은 무한대로 곱하지만 에너지 차단의 더욱 극단적인 역제곱에 의해 계수가 억제된다. 컷오프가 실제 물리량인 경우, 즉 이론이 최대 에너지 또는 최소 거리 규모까지 물리학을 효과적으로 설명하는 경우 이러한 추가 용어는 실제 물리적 상호 작용을 나타낼 수 있다. 이론의 무차원 상수가 너무 커지지 않는다고 가정하면 컷오프의 역제곱으로 계산을 군화하고 여전히 유한한 수의 자유 매개변수를 갖는 컷오프에서 유한 차수에 대한 대략적인 예측을 추출할 수 있다. 이러한 "재규격화할 수 없는" 상호 작용을 다시 규격화하는 것도 유용할 수 있다.
효과적인 장론에서 재규격화할 수 없는 상호 작용은 에너지 규모가 컷오프보다 훨씬 작아짐에 따라 급격히 약해진다. 고전적인 예는 약한 핵력에 대한 페르미 이론이다. 이 이론은 W 입자의 질량과 비슷한 컷오프를 갖는 재규격화 불가능한 유효 이론이다. 이 사실은 우리가 보는 거의 모든 입자 상호 작용이 왜 재규격화 가능한 이론으로 설명될 수 있는지에 대한 가능한 설명을 제공할 수도 있다. GUT 또는 플랑크 규모로 존재할 수 있는 다른 것들은 우리가 관찰할 수 있는 영역에서 감지하기에는 너무 약해질 수도 있다. 단 항성 한 가지 예외는 중력이다.

## 재규격화 방식
실제 계산에서 트리 수준을 넘어서는 파인만 다이어그램 계산의 발산을 취소하기 위해 도입된 반대항은 일련의 재규격화 조건을 사용하여 수정 되어야 한다. 사용되는 일반적인 재규격화 방식은 다음과 같다.
- 최소 빼기(MS) 방식 및 관련 수정된 최소 빼기(MS-bar) 방식
- 온쉘 구성표

게다가, 쌍대 자유 보존의 전파자로서 재규격화된 결합(광자 전파자와 결합된)의 "자연스러운" 정의가 존재하며, 이는 반대항을 명시적으로 도입할 필요가 없다.

## 통계물리학에서

### 역사
기존의 재규격화 이론의 팽창군을 뛰어넘는 물리적 의미에 대한 더 깊은 이해와 재규격화 과정의 일반화는 응집물질물리학에서 비롯되었다. 1966년 리오 카다노프의 논문은 "블록 스핀" 재규격화 군을 제안했다. 블록화는 이론의 거시적인 구성요소를 미시적인 구성요소의 집합체로 정의하는 방법이다.
이 접근 방식은 개념적 요점을 다루었으며 케네스 윌슨의 광범위하고 중요한 기여를 통해 구체적인 계산을 할 수 있게 되었다 . 1974년 오랜 문제인 곤도 문제의 구성적인 반복 재규격화 해와 이에 앞선 1971년 2차 상전이 및 임계 현상 이론에 대한 그의 새로운 방법의 획기적인 발전을 통해 윌슨의 접근방법의 실용성이 입증되었다. 이러한 결정적인 공헌으로 윌슨은 1982년에 노벨상을 수상했다.

### 원칙
좀 더 기술적인 용어로, 상태 변수 {\displaystyle \{s_{i}\}}를 갖는 함수 {\displaystyle Z}와 결합 상수 집합 {\displaystyle \{J_{k}\}}로 설명되는 이론이 있다고 가정해 보겠다. 이 함수 {\displaystyle Z}는 분배 함수, 작용, 해밀토니언 등이 될 수 있다. 이 함수는 계의 물리학에 대한 전체 묘사를 포함해야한다.
이제 상태 변수의 특정 차단 변환 {\displaystyle \{s_{i}\}\to \{{\tilde {s}}_{i}\}}을 고려한다. {\displaystyle {\tilde {s}}_{i}}의 개수는 {\displaystyle s_{i}}의 개수보다 적어야한다.  이제 {\displaystyle Z}를  {\displaystyle {\tilde {s}}_{i}}들로만 다시 작성해 보겠다.  매개변수의 어떤 변환 {\displaystyle \{J_{k}\}\to \{{\tilde {J}}_{k}\}}으로 이것이 달성 가능한 경우, 이 이론은 재규격화 가능하다고 한다.
대규모로 시스템의 가능한 거시적 상태는 이 고정점 집합에 의해 제공된다.

### 재규격화 군 고정점
재규격화 군 흐름에서 가장 중요한 정보는 고정점이다. 고정점은 흐름과 관련된 베타 함수가 사라지는 것으로 정의된다. 그러면 재규격화 군의 고정점은 정의에 따라 척도 불변이다. 많은 경우 물리적 관심 규모 불변성은 등각 불변성으로 확대된다. 그런 다음 고정점에서 등각장론이 있다.
여러 이론이 동일한 고정점으로 흘러가는 능력은 보편성을 가져온다.
이러한 고정점이 자유장론에 해당하면 그 이론은 양자 자명성을 나타낸다고 한다. 격자 힉스 이론 연구에는 수많은 고정점이 나타나지만, 이들과 관련된 양자장론의 본질은 여전히 미해결 문제로 남아 있다.

## 참고 문헌
- Bergbauer, Christoph (2010년 5월). “Notes on Feynman Integrals and Renormalization” (영어). arXiv:1005.3960. Bibcode:2010arXiv1005.3960B.
- Cao, Tian Yu; Silvan S. Schweber (1993년 10월). “The conceptual foundations and the philosophical aspects of renormalization theory”. 《Synthese》 (영어) (Kluwer) 97 (1): 33–108. doi:10.1007/BF01255832. ISSN 0039-7857.
- Collins, John C. (1984). 《Renormalization: An Introduction to Renormalization, the Renormalization Group and the Operator-Product Expansion》 (영어). Cambridge Monographs on Mathematical Physics. Cambridge University Press. doi:10.1017/CBO9780511622656. ISBN 978-0521242615. MR 0778558. Zbl 1094.53505.
- Collins, John C. (2006년 2월). “Renormalization: general theory” (영어). arXiv:hep-th/0602121. Bibcode:2006hep.th....2121C.
- Delamotte, Bertrand (2004년 2월). “A hint of renormalization”. 《American Journal of Physics》 (영어) 72 (2): 170–184. arXiv:hep-th/0212049. Bibcode:2004AmJPh..72..170D. doi:10.1119/1.1624112.
- Kraus, Elisabeth; Stefan Groot Nibbelink (1998년 9월). “Renormalization of the electroweak standard model” (영어). arXiv:hep-th/9809069. Bibcode:1998hep.th....9069K.
- Li, Ling-Fong (2012년 8월). “Introduction to renomalization in field theory” (영어). arXiv:1208.4700. Bibcode:2012arXiv1208.4700L.
- Olness, Fredrick; Randall Scalise (2011년 3월). “Regularization, renormalization, and dimensional analysis: dimensional regularization meets freshman E&M”. 《American Journal of Physics》 (영어) 79 (3): 306–312. arXiv:0812.3578. Bibcode:2011AmJPh..79..306O. doi:10.1119/1.3535586.
- ’t Hooft, Gerard (2005). “Renormalization without infinities”. 《International Journal of Modern Physics A》 (영어) 20 (6): 1336–1345. arXiv:hep-th/0405032. Bibcode:2005IJMPA..20.1336T. doi:10.1142/S0217751X05024249.
- Weinberg, Steven (2009년 2월 13일). “Living with infinities” (영어). arXiv:0903.0568. Bibcode:2009arXiv0903.0568W.

## 같이 보기
- 조절 (물리학)
- 최소뺄셈방식
- 재규격화군
- 유효 이론

### 주요 학자
- 리오 카다노프
- 케네스 윌슨
- 헤라르뒤스 엇호프트